# Massilieurodes myricae
Massilieurodes myricae là một loài côn trùng cánh nửa trong họ Aleyrodidae, phân họ Aleyrodinae.
Massilieurodes myricae được Jensen miêu tả khoa học đầu tiên năm 2001.